# Det hvide guld (dokumentarfilm)
|  | Denne artikel er oprettet af botten Steenthbot ud fra en ekstern database. Den kan derfor have sproglige fejl eller mangler. Denne skabelon kan fjernes efter kontrol af indholdet. |

Det hvide guld er en dansk dokumentarfilm fra 1984 instrueret af Ivan Bæhr og Annette Ringgaard.

## Handling
Om livet og arbejdet i Nordøstbrasiliens sukkerplantager.